# 加藤玲奈 (AKB48)
加藤玲奈（日语：／ Katō Rena */?，1997年7月10日—）是日本女藝人、美容師，為女子偶像團體AKB48 Team A前成員，千葉縣出身，所屬經紀公司為Mama & Son。同時為時尚雜誌《Sweet》常規模特兒。2010年以AKB48十期生身分出道。2022年2月20日自AKB48畢業。

## 經歷
2010年3月31日，通過AKB48第七回研究生徵選，成為10期研究生。6月12日，三個月的訓練課程後，通過甄選審查（セレクション審査）合格。6月22日，出演研究生「劇場的女神」（シアターの女神），於劇場公演出道。
2011年12月20日，於東京巨蛋表演廳舉行的AKB48演唱會「AKB48紅白對抗歌合戰」中，擔任《沙灘的櫻桃》（渚のCHERRY）的Center。
2012年1月19日，於東京巨蛋表演廳舉行的AKB48演唱會「AKB48 Request Hour Setlist Best 100」中，首度在舞台上獨唱演唱《FIRST LOVE》。3月24日，加藤與川榮李奈、岩田華、高橋朱里、田野優花五人獲升格成為正式成員，加入最年輕的分隊Team 4。5月23日發行的AKB48第26張單曲《仲夏的Sounds good!》中，首次獲選為選拔成員。8月24日，於東京巨蛋舉行的AKB48演唱會「AKB48 in TOKYO DOME ～1830m的夢想～」演唱會第一天的安可時間，宣佈第二次組閣（成員分隊洗牌）和Team 4解散，並移動至新隊伍梅田Team B。11月4日，於Team B Waiting公演初日登場。
2014年2月24日，於DiverCity東京舉辦的「AKB48集團大組閣祭」中，宣布所屬隊伍將移至新Team 4。4月24日，正式移籍至Team 4。6月10日，於AKB48第37張單曲選拔總選舉中獲得21,877票，得到第32名，為「Under Girls」，同時是首次進入圈內。8月29日，AKB48營運方公布加藤於本月22日接受了右腳皮脂腺囊腫的切除手術，並將進行為期3週的靜養休息。12月16日，在東京巨蛋城表演廳舉行的「第4屆AKB48紅白對抗歌合戰」中發表成立新組合「喵KB with 熊貓小土龍」（ニャーKBwithツチノコパンダ），由加藤和島崎遙香、松井珠理奈、川榮李奈、木崎由里亞、宮脇咲良、小嶋真子共同組成。
2015年3月26日，於埼玉超級競技場舉辦的AKB48演唱會「AKB48春季單獨演唱會～次期總現正修行中！～」上，宣布新的組閣人事異動，加藤的所屬隊伍轉至Team B。4月8日，以組合「喵KB with 熊貓小土龍」的身分參與演唱「妖怪手錶」（東京電視台）的片尾曲《偶像就是嗚喵喵這件事》單曲CD發行。6月6日，於「AKB48第41張單曲選拔總選舉」中獲得24,569票，得到第28名，為「Under Girls」。
2016年6月18日，在「AKB48第45張單曲選拔總選舉」中以29,333票獲得第26名，為「Under Girls」。
2017年6月17日，於「AKB48第49張單曲選拔總選舉」獲得30,282票票，得到第21名，為「Under Girls」。9月5日，與向井地美音在小嶋陽菜、高橋南於網路串流網站SHOWROOM主持的特別節目上，宣布兩人移籍經紀公司至Mama & Son，該公司亦與小嶋、高橋兩人有合作關係。
2018年2月15日，擔任彩色隱形眼鏡品牌「em TULLE」的形象模特兒。3月28日，發行個人第一本寫真集《誰人的仕業》（誰かの仕業）。6月16日，於「AKB48第53張單曲世界選拔總選舉」中獲得26,710票，得到第36名，為「Next Girls」。
2021年12月16日，在AKB48官方YouTube頻道的直播節目中宣布畢業，畢業後將以美容師為目標，同時將繼續演藝活動。
2022年2月6日，原定於東京花園劇場舉辦的《AKB48新春演唱會2022「比你想像的更厲害」》（AKB48新春コンサート2022「きみが思うより、きみはすごい」）中和入山杏奈共同舉行畢業典禮，後因疫情擴大的影響而取消。2月14日，在AKB48劇場舉行畢業公演。2月20日，參加《一切都成Rumor》劇場盤發行紀念的線上個別見面會，和於池袋日光劇場舉辦的舞台劇《攀岩！》中舉行小型畢業典禮，正式從AKB48畢業。3月1日，開設官方粉絲俱樂部「Rena’s dresser」。4月3日，於PIA Arena MM舉行的AKB48演唱會「AKB48 LIVE SHOW 〜AKBINGO! THE FINAL 再見毛利桑〜」（AKB48 LIVE SHOW ～AKBINGO! THE FINAL サヨナラ毛利さん～）中补办畢業典禮，正式結束AKB48成員的所有活動
。
2023年9月29日，在個人SNS上宣布已經取得美容師的資格證。
2025年8月8日，在個人SNS上宣布與圈外男性結婚。

## 人物
加藤在AKB48劇場表演時的自我介紹是「唉呀？有看到在哪裡嗎？那裡？這裡？（Renacchi！！）我是暱稱Renacchi的加藤玲奈」（あれぇ？どこ見てるの〜？あっち？こっち？（れなっちー！！）れなっちこと加藤玲奈です）。雖然官方暱稱為「Renacchi」，但因為加藤的姓名以日本人名的發音來說，屬於較簡短的四個音節，因此AKB48的成員也經常直接以「Katorena」稱呼她。
加藤無論是在公開還是私下場合，都經常提及加入AKB48是因為希望未來能成為一名服裝模特兒，並且曾在AKB48的冠名綜藝節目《AKBINGO!》所舉辦的成員日常私服比賽中，獲得評審高度好評。除此之外，加藤也對於戲劇表演抱持興趣，並獲得曾與她在Team B專屬綜藝節目《週六夜兒童機器》（Saturday Night Child Machine）合作過的導演、編劇家福田雄一好評，認為她雖然看似個性迷糊，但在表演方面卻頗有潛力。
以10期生身份加入AKB48的加藤玲奈，曾在電視節目《有吉AKB共和國》中提及她與13期生北澤早紀是同一所小學與中學的同年級同學，並且曾在小學1年級至4年級間同班。節目主持人有吉弘行也打趣問到加藤與北澤身為演藝界的前輩與後輩，在學校相見時是否會覺得尷尬等人際關係問題。

### 小分隊「杏李玲」
2012年10月17日，已移籍至HKT48的AKB48前成員指原莉乃發表了第二張個人單飛單曲《懦弱的化裝舞會》（意気地なしマスカレード），在該單曲主打歌的MV中啟用了入山杏奈、川榮李奈與加藤玲奈三個新生代成員替她伴舞，以「指原莉乃 with 杏李玲」（指原莉乃 with アンリレ）的名義發片。其中（AnRiRe）是加藤等三個人的名字之拼音首字的片假名合寫，也就是杏奈（Anna的「An」）、李奈（Rina的「Ri」）與玲奈（Rena的「Re」）三人的合稱。因為這原因，雖然入山、川榮與加藤三人並無實際上的合作作品，但卻經常被相提並論。

## 歌曲作品

### AKB48單曲CD
|      | 發行日期       | 單曲名稱           | 參與歌曲名稱           | 名義             | 收錄於   | MV | 備註                 |
| ---- | -------------- | ------------------ | ---------------------- | ---------------- | -------- | -- | -------------------- |
| 19th | 2010年12月8日  | 機會的順序         | 水果‧雪                | Team 研究生      | 劇場盤   |    |                      |
| 20th | 2011年2月16日  | 變成櫻花樹         | 黃金中央人物           | Team 研究生      | 劇場盤   |    |                      |
| 21st | 2011年5月25日  | Everyday、髮箍     | Anti                   | Team 研究生      | 劇場盤   |    |                      |
| 23rd | 2011年10月26日 | 風正在吹           | 你的背影               | Under Girls      | 全版本   | ★  | 首度参与MV拍摄       |
| 23rd | 2011年10月26日 | 風正在吹           | 蓓蕾                   | Team 4+研究生    | 劇場盤   |    |                      |
| 25th | 2012年2月15日  | GIVE ME FIVE!      | NEW SHIP               | Special Girls A  | Type-A   | ★  |                      |
| 26th | 2012年5月23日  | 仲夏的Sounds good! | 仲夏的Sounds good!     |                  | 全版本   | ★  | A面曲 初次进入选拔组 |
| 26th | 2012年5月23日  | 仲夏的Sounds good! | 給我吧，達令！         |                  | Type-A   | ★  |                      |
| 27th | 2012年8月29日  | 格子花紋           | 那一天的風鈴           | Waiting Girls    | 劇場盤   |    |                      |
| 28th | 2012年10月31日 | UZA                | 下一個Season           | Under Girls      | 全版本   | ★  |                      |
| 28th | 2012年10月31日 | UZA                | 不是正義使者的英雄     | Team B           | Type-B   | ★  |                      |
| 29th | 2012年12月5日  | 永遠的壓力         | 比永遠更長久           | OKL48            | Type-D   | ★  |                      |
| 30th | 2013年2月20日  | So long!           | Waiting room           | Under Girls      | 全版本   | ★  |                      |
| 30th | 2013年2月20日  | So long!           | 怎麼會在那裡踩到狗屎？ | Team B           | Type-B   | ★  |                      |
| 31st | 2013年5月22日  | 再見自由式         | 再見自由式             |                  | 全版本   | ★  | A面曲                |
| 31st | 2013年5月22日  | 再見自由式         | 浪漫手槍               | Team B           | Type-B   | ★  |                      |
| 33rd | 2013年10月30日 | 真心电流           | 快速与动体视力         | Under Girls      | 除Type-B | ★  | 首次擔任Center       |
| 33rd | 2013年10月30日 | 真心电流           | Tiny T-shirt           | Team B           | Type-B   | ★  |                      |
| 34th | 2013年12月11日 | 倘若在梧桐樹什麼的 | Mosh&Dive              |                  | 全版本   | ★  |                      |
| 34th | 2013年12月11日 | 倘若在梧桐樹什麼的 | Party is over          | AKB48            | Type-A   | ★  |                      |
| 35th | 2014年2月26日  | 勇往直前           | 比起昨天更喜歡你       | Smiling Lions    | 全版本   | ★  |                      |
| 36th | 2014年5月21日  | 拉布拉多獵犬       | 拉布拉多獵犬           |                  | 全版本   | ★  | A面曲                |
| 36th | 2014年5月21日  | 拉布拉多獵犬       | 芳心逃脫遊戲           | Team 4           | Type-4   | ★  |                      |
| 37th | 2014年8月27日  | 心意告示牌         | 某人投的球             | Under Girls      | Type-A   | ★  |                      |
| 38th | 2014年11月26日 | 希望無限           | 希望無限               |                  | Type-A   | ★  | A面曲                |
| 38th | 2014年11月26日 | 希望無限           | 睜大雙眼的初吻         | Team 4           | Type-D   | ★  | Center               |
| 39th | 2015年3月4日   | Green Flash        | 春光 靠近的夏日        |                  | Type-A   | ★  |                      |
| 39th | 2015年3月4日   | Green Flash        | 混混搖滾               |                  | Type S   | ★  |                      |
| 40th | 2014年5月20日  | 我們不戰鬥         | 我們不戰鬥             |                  | Type-A   | ★  | A面曲                |
| 41st | 2015年8月26日  | Halloween Night    | 再见冲浪板             | Under Girls      | Type-A/B | ★  |                      |
| 41st | 2015年8月26日  | Halloween Night    | 一步目音头             |                  | Type C   | ★  |                      |
| 41st | 2015年8月26日  | Halloween Night    | 混混機關槍             |                  | Type-D   | ★  |                      |
| 42nd | 2015年12月9日  | 紅唇Be My Baby     | 紅唇Be My Baby         |                  | 全版本   | ★  | A面曲                |
| 42nd | 2015年12月9日  | 紅唇Be My Baby     | 365天的紙飛機          |                  | 全版本   | ★  |                      |
| 42nd | 2015年12月9日  | 紅唇Be My Baby     | 金色翅膀的人啊         | Team B           | Type-B   | ★  | Center               |
| 42nd | 2015年12月9日  | 紅唇Be My Baby     | 班花的选择             | 玲奈七选拔       | Type-B   | ★  |                      |
| 42nd | 2015年12月9日  | 紅唇Be My Baby     | 鼓勵的話               |                  | Type-D   | ★  |                      |
| 43rd | 2016年3月9日   | 你就是旋律         | 你就是旋律             |                  | 全版本   | ★  | A面曲                |
| 43rd | 2016年3月9日   | 你就是旋律         | LALALA讯息             | AKB48次世代选拔  | 全版本   | ★  |                      |
| 43rd | 2016年3月9日   | 你就是旋律         | 混和體                 | 乃木坂AKB        | Type-E   | ★  |                      |
| 44th | 2016年6月1日   | 不需要翅膀         | 不需要翅膀             |                  | 全版本   | ★  | A面曲                |
| 44th | 2016年6月1日   | 不需要翅膀         | 一谈恋爱就变傻         | Team B           | Type-A   | ★  | Center               |
| 45th | 2016年8月31日  | LOVE TRIP/分享幸福 | 传说的鱼               | Under Girls      | Type-A   | ★  |                      |
| 45th | 2016年8月31日  | LOVE TRIP/分享幸福 | BLACK FLOWER           |                  | 剧场盘   |    | 角色名为野尻葵       |
| 46th | 2016年11月16日 | High Tension       | High Tension           |                  | 全版本   | ★  | A面曲                |
| 46th | 2016年11月16日 | High Tension       | 快乐结局               | Renatchies       | Type-A   | ★  |                      |
| 47th | 2017年3月15日  | Shoot Sign         | Shoot Sign             |                  | 全版本   | ★  | A面曲                |
| 47th | 2017年3月15日  | Shoot Sign         | 意外发生中             | AKB48 U-19选拔   | Type-D/E | ★  |                      |
| 48th | 2017年5月31日  | 空有愿望           | 空有愿望               |                  | 全版本   | ★  | A面曲                |
| 48th | 2017年5月31日  | 空有愿望           | 当时的五百圆硬币       |                  | Type-C   | ★  |                      |
| 49th | 2017年8月30日  | #就是喜歡你        | 拖泥带水的爱恋         | Under Girls      | 全版本   | ★  |                      |
| 49th | 2017年8月30日  | #就是喜歡你        | 不放弃                 |                  | Type-E   | ★  | 角色名为可爱玲奈七   |
| 50th | 2017年11月22日 | 11月的腳鏈         | 11月的腳鏈             |                  | 全版本   | ★  | A面曲                |
| 51st | 2018年3月14日  | Ja-Ba-Ja           | Ja-Ba-Ja               |                  | 全版本   | ★  | A面曲                |
| 52nd | 2018年5月30日  | Teacher Teacher    | Teacher Teacher        |                  | 全版本   | ★  | A面曲                |
| 52nd | 2018年5月30日  | Teacher Teacher    | 浪漫準備中             | Team A           | Type-A   | ★  |                      |
| 54th | 2018年11月28日 | NO WAY MAN         | 想放空池水             | 池之水選拔       | 全版本   | ★  |                      |
| 55th | 2019年3月13日  | 回憶上心頭DAYS     | Generation Change      | AKB48 B面選拔    | Type-A   | ★  |                      |
| 56th | 2019年9月18日  | 持續愛你           | 青春反始               | AKB48 B面選拔    | Type B   | ★  |                      |
| 58th | 2021年9月29日  | 一切都成Rumor      | Black Jaguar           | First Generation | 劇場盤   |    |                      |

- 標註有「★」符號者表示該首歌曲有拍攝對應的MV，且加藤玲奈也參與了影片拍攝。

### AKB48專輯CD
|     | 發行日期       | 專輯名稱                     | 參與歌曲名稱                 | 名義                    | 收錄於           | 備註 |
| --- | -------------- | ---------------------------- | ---------------------------- | ----------------------- | ---------------- | ---- |
| 3rd | 2011年6月8日   | 就是在這裡                   | High school days             | Team 研究生             | 全版本           |      |
| 3rd | 2011年6月8日   | 就是在這裡                   | 就是在這裡                   | AKB48+SKE48+SDN48+NMB48 | 全版本           |      |
| 4th | 2012年8月15日  | 1830m                        | 直角Sunshine                 | Team 4                  | 全版本           |      |
| 4th | 2012年8月15日  | 1830m                        | 在曾經看見的海底             | Up-and-coming girls     | 全版本           |      |
| 4th | 2012年8月15日  | 1830m                        | 溫柔的地圖                   |                         | 通常盤           |      |
| 4th | 2012年8月15日  | 1830m                        | 藍天 不會寂寞嗎？            | AKB48+SKE48+NMB48+HKT48 | 全版本           |      |
| 5th | 2014年1月22日  | 未来轨迹                     | 我 像一片叶子                |                         | Type-B           |      |
| 5th | 2014年1月22日  | 未来轨迹                     | 破烂蓝调                     |                         | Type-B           |      |
| 5th | 2014年1月22日  | 未来轨迹                     | 悲伤的近距离恋爱             | Team B                  | Type-B           |      |
| 6th | 2015年1月21日  | 這裡是羅德斯島、在這裡跳吧！ | 這裡是羅德斯島、在這裡跳吧！ |                         |                  |      |
| 6th | 2015年1月21日  | 這裡是羅德斯島、在這裡跳吧！ | 眼泪等一下再说               | Team 4                  |                  |      |
| 7th | 2015年11月18日 | 0與1之間                     | 爱乐成瘾                     | Team B                  | MILLION SINGLES  |      |
| 7th | 2015年11月18日 | 0與1之間                     | 玫瑰念珠                     |                         | COMPLETE SINGLES |      |
| 8th | 2017年1月25日  | 點時成菁                     | 那天的自己                   |                         | 全版本           |      |
| 8th | 2017年1月25日  | 點時成菁                     | 生日TANGO                    |                         | Type-A           |      |
| 9th | 2018年1月24日  | 那個黎明，我們都知道         | 鞋帶的綁法                   |                         | Type-A/B         |      |
| 9th | 2018年1月24日  | 那個黎明，我們都知道         | Kiss Campaign                |                         | Type-B           |      |

### 音樂合作
除了以AKB48成員的名義參與的單曲與專輯歌曲外，加藤玲奈也曾參與過以下並非以AKB48名義發行的歌曲作品之演唱：
| 發行日期       | 單曲名稱               | 參與歌曲名稱                | 名義                    | 備註 |
| -------------- | ---------------------- | --------------------------- | ----------------------- | --- |
| 2011年5月11日  | 初戀無法結果           | 初戀無法結果 （初恋は実らない）           | 丸少爺姐妹 （）         | NHK所播映的卡通影片《丸少爺》（おじゃる丸）第14季的片尾曲。 |
| 2011年5月11日  | 初戀無法結果           | 蝸牛～丸少爺姊妹版～ （かたつむり〜おじゃる丸シスターズ・バージョン〜）   | 丸少爺姐妹 （）         | 由已從AKB48畢業的前成員奧真奈美以「」（奧真奈美的平假名拼音）名義所發行的《丸少爺》第13季片尾曲單曲之翻唱版本。 |
| 2012年10月17日 | 懦弱的化妝舞會         | 懦弱的化妝舞會 （意気地なしマスカレード）         | 指原莉乃 with 杏李玲    | 此單曲是HKT48成員指原莉乃的第二張個人單曲，加藤參與了兩個主打A面曲的MV之拍攝，分別為《懦弱的化妝舞會》「川榮李奈center版」（收錄於Type-A的DVD中）與「指原莉乃center版」（收錄於Type-B的DVD中），但杏李玲三人皆只有參與舞蹈的錄製，並沒有實際參與歌曲演唱。 |
| 2015年4月8日   | 偶像总是含糊不清的事情 | 偶像总是含糊不清的事情 （アイドルはウーニャニャの件） | 喵KB with 槌蛇熊猫 （） | 东京电视台所播映的卡通影片《妖怪手表》（妖怪ウォッチ）第3季的片尾曲。 |
| 2015年4月8日   | 偶像总是含糊不清的事情 | 不幸中的幸运少女 （不幸中の幸い少女）       | 喵KB with 槌蛇熊猫 （） | |

### 劇場公演分組曲
在擔任研究生的時代，除了研究生公演外，加藤曾經擔任過多名正規成員的替補，或者擔任公演正式開演前的「前座Girl」（前座ガール，暖場曲之演唱成員）。加藤曾擔任下列公演小組曲（unit曲）的參與成員：
| 公演名稱                            | 參與歌曲名稱      | 備註                                    |
| ----------------------------------- | ----------------- | --------------------------------------- |
| 研究生時期                          |                   |                                         |
| 研究生「劇場的女神」公演            | 你好 我的初戀     |                                         |
| 研究生「劇場的女神」公演            | 男更衣室          |                                         |
| Team B 5th Stage「劇場的女神」公演  | 愛情的捉迷藏 （ロマンスかくれんぼ） | 「前座Girl」演唱曲                      |
| Team B 5th Stage「劇場的女神」公演  | 暴風雨之夜        | 擔任小森美果的替補（under）時之演唱曲   |
| Team B 5th Stage「劇場的女神」公演  | 你好 我的初戀     | 擔任奥真奈美→鈴木紫帆里的替補時之演唱曲 |
| Team K 6th Stage「RESET」公演       | 檸檬的年紀 （檸檬の年頃）   | 「前座Girl」演唱曲                      |
| Team K 6th Stage「RESET」公演       | 為了明天而接吻    | 擔任松井咲子的替補時之演唱曲            |
| Team A 6th Stage「目擊者」公演 （目擊者） | 迷你裙精靈 （ミニスカートの妖精）   | 「前座Girl」演唱曲                      |
| 大場Team 4時期                      |                   |                                         |
| Team 4 1st Stage 「我的太陽」公演   | 不要叫我偶像      | 研究生时期及升格之后均有出演            |
| Team 4 1st Stage 「我的太陽」公演   | 向日葵            | 研究生时期出演                          |
| 梅田Team B時期                      |                   |                                         |
| Team B「Waiting」公演               | 如能被你緊擁      | center的小嶋阳菜休演时担任center        |
| 峯岸Team 4時期                      |                   |                                         |
| Team 4 3rd Stage「偶像的黎明」公演  | 單戀對角線        | Center                                  |
| 木崎Team B時期                      |                   |                                         |
| 岩本輝雄「青春尚未结束」            | 傲娇女孩          |                                         |
| 田中將大「我在這裡的理由」          | 你是天马          |                                         |
| Team B 6th Stage“正在恋爱中”        | 纯爱的渐强音      | Center                                  |
| 「我的太陽」复活公演                | 不要叫我偶像      |                                         |
| 外山大輔「密涅瓦呀，起風吧」        | 嘴对嘴的巧克力    | center 与大西桃香及佐佐木優佳里轮换     |
| 「點時成菁」公演                    | 一切都在途中经过  |                                         |

## 演出

### 電影
- 私立馬鹿蘭高校劇場版（2012年10月13日）：飾演 九音園結花
- 第二次的夏天，再也無法見面的妳（2017年9月1日）：飾演 菅野瑛子[56]
- 辻占戀慕（2022年5月21日）：飾演 菊地小豆（菊地あずき）[57][58]

### 電視劇
- 馬路須加學園2（2011年4月15日－7月1日，東京電視台）：飾演 Rena（レナ）
- 馬路須加學園3 第2集至最終集（2012年7月20日－10月6日，東京電視台）：飾演 觸角（ショッカク）
- So long ! 第3集（2013年2月13日，日本電視台）：飾演 島村綾
- 馬路須加學園4（2015年1月19日－3月30日，日本電視台）：飾演 超超醜女
  - 馬路須加學園4 外傳（2015年3月31日－5月5日，Hulu）：飾演 超超醜女
- 馬路須加學園5（2015年8月25日－10月27日，日本電視台、Hulu）：飾演 超超醜女（ドドブス）
- 來自劇場靈的邀請函 第4集《腐敗》（2015年10月27日，TBS）：飾演 矢代涼香（單篇主演）[59][60]
- AKB恐怖夜 腎上腺素之夜 第23集「還有一個人」（2015年12月24日，朝日電視台）：飾演 翔子（單篇主演）[61]
- CROW'S BLOOD（2016年7月23日－8月27日，Hulu）：飾演 淀川圭子[62]
- AKBLove夜 戀愛工廠 第40集《與命運中的你》（2016年9月15日，Video Pass、朝日電視動畫）：飾演 莉緒（單篇主演）[63][64]
- 陪酒須加學園 第5集至最終集（2016年12月4日－2017年1月15日，日本電視台）：飾演 超超醜女/鯰魚
- 豆腐職業摔角（2017年1月22日－7月2日，朝日電視台）：飾演 加藤玲奈／可愛玲奈七[65]

### 舞台劇
- 朗讀劇場「戀工場」（2016年9月19日，Bellesalle澀谷花園 C廳）[66]
- 東京マハロ 第20回公演「明日、泣けない女/昨日、甘えた男」（2018年1月18日－28日，東京藝術劇場 西劇場）：飾演 茉莉花 [67][68]
- 玲奈七劇團「羅密歐與茱麗葉」（2018年5月9日－13日，東京AiiA劇場）- 開場介紹[69]
- 舞台「攀岩！ -Sport Climbing Girls-」（2022年2月20日，日光劇場）：飾演 藤村明日香（藤村あすか）[70]

## 電視節目
- 戀愛心機又怎樣？ 迷你劇（2020年11月7日，朝日電視台系列）：飾演 弘中綾香[71][72]

## 網絡節目
- 月刊ドルネク vol.10 ニドナツSP（2017年8月24日，U-NEXT）[73][74]

## 廣播節目
- AKB48的「我們的故事」（NHK-FM）- 參與第38集「Blue Blue Blue」（與第40集「不會游泳的企鵝」（泳げないペンギン）的演出
- Listen? 2-3（2015年11月，文化放送）- 月替主持人

## 電視廣告
| 廣告商與產品                                           | 篇名                                       | 首播日期      |
| ------------------------------------------------------ | ------------------------------------------ | ------------- |
| 卡巴斯基實驗室                                         | 「AKB48卡巴斯基研究所」企畫 （AKB48カスペルスキー研究所）           | 2010年9月28日 |
| 朝日飲料咖啡產品 「WONDA Morning Shot」                | 「留言」篇 （篇）                          | 2012年2月28日 |
| UHA味覺糖軟糖產品 「Puccho」 （）                      | 「接力」篇 （篇）                          | 2012年3月19日 |
| NTT docomo                                             | 「各種各樣的、第一次」篇 （篇）            | 2012年3月30日 |
| 日本紅十字會                                           | 「關於紅十字的事。對話 活動資金」篇 （篇） | 2012年6月3日  |
| 可果美果菜汁產品 「蔬菜一天一瓶」 （）                 | 「這個一瓶 蔬菜戰隊登場」篇 （篇）         | 2012年6月9日  |
| 可果美果菜汁產品 「蔬菜一天一瓶」 （）                 | 「這個一瓶 蔬菜戰隊機器人」篇 （篇）       | 2012年6月12日 |
| 江崎固力果袋裝雪寶冰產品 「冰之實」 （）               | 「AKB48殺人事件 FILE-1」篇                 | 2012年6月25日 |
| GREE手機遊戲 《AKB48舞台戰士》 （AKB48 Stage Fighter） | 「第二屆Center爭奪戰活動」篇 （篇）        | 2012年10月5日 |
| 日清食品杯麵產品 「合味道」 （Cup Noodle）             | 「真實」篇 （「REAL」）                    | 2013年1月1日  |
| 元气寿司                                               | 香港地区                                   | 2013年8月     |
| 必胜客 （）                                            | （篇）                                     | 2014年7月10日 |
| 必胜客 （）                                            | （篇）                                     | 2015年1月19日 |

## 活動
- 文化放送 「第9屆 100萬日圓爭奪！」（2015年8月1日－12月15日）- 特別審査員[76]
- AQUA XMAS ILLUMINATION2015 點燈式（2015年10月29日，AQUA CiTY御台場）- 來賓[77][78]
- 關西COLLECTION
  - 2017 SPRING＆SUMMER（2017年3月19日，京瓷巨蛋大阪）[79]
  - 2017 AUTUMN＆WINTER（2017年8月30日，京瓷巨蛋大阪）[80]
  - 2024 SPRING＆SUMMER（2024年3月20日，京瓷巨蛋大阪）[81]
- 豆腐職業摔角 The REAL 2017 WIP CLIMAX in 後樂園會館（2017年8月29日，後樂園會館）：飾演 キューティーレナッチ[82]
- sweet collection
  - sweet collection 2018（2018年4月7日，澀谷HIKARIE）[83]
  - 創刊20周年紀念活動「sweet collection 2019」（2019年4月13日，澀谷HIKARIE）[84]
- Rakuten GirlsAward 2019 AUTUMN/WINTER（2019年9月28日，幕張展覽館）[85]

## 書籍
- 和AKB48的木崎由里亞＆加藤玲奈一起學習的50條職場規則（AKB48の木﨑ゆりあ&加藤玲奈と学ぶ お仕事ルール50；2017年3月20日，神宮館）ISBN 978-4860763527[86]
- 日本最易懂的政治教科書誕生了。（日本一やさしい政治の教科書できました。；2017年7月7日，朝日新聞出版）- 與木村草太、津田大介、向井地美音、茂木忍共著[87]

### 写真集
- AKB48玲奈七總選舉選拔寫真集 16colors （AKB48れなっち総選挙選抜写真集 16colors；2017年1月31日，德間書店）- 發布和製作[88][89]
- 誰人的仕業（誰かの仕業，2018年3月28日，寶島社）[90][32][91]

### 雜誌連載
- Sweet（日语：Sweet (雑誌)）（2017年12月－，寶島社）- 常規模特兒
- mini（日语：mini (雑誌)）（2018年1月－5月，寶島社）

### 日曆
- 卓上 AKB48-152 加藤玲奈 日曆2013年（2012年12月7日，ハゴロモ）
- 卓上 加藤玲奈 日曆 2014年（2013年12月6日，ハゴロモ）
- 附透明資料夾（桌曆）AKB48 加藤玲奈 2015年曆（2014年12月13日）

## 外部連結
- Rena’s dresser - 加藤玲奈官方粉絲俱樂部（日語）
- 舊官方粉絲俱樂部（2022年3月－2025年）（日語）
- Mama&Son個人介紹頁 （页面存档备份，存于）（日語）
- AKB48個人介紹頁（日語）
- 加藤玲奈的X（前Twitter）（2015年8月21日－）（日語）
- 加藤玲奈的Instagram帳戶（2016年7月6日－）（日語）
- 加藤玲奈的Threads（页面存档备份，存于）（日語）
- 加藤玲奈1st写真集【公式】的X（前Twitter）（2018年1月28日－）（日語）
- 加藤玲奈的新浪微博（日語）
- 加藤玲奈 官方755（日語）
- 加藤玲奈的Google+（日語）
- 加藤玲奈的TikTok（日語）